# Битка код Бул Рана (1861)
Битка код Бул Рана (енгл. Battle of Bull Run) позната и као први Манасас (енгл. First Manassas) вођена је 21. јула 1861. године током Америчког грађанског рата. Завршена је победом Конфедерације.

## Битка
Генерал Макдауел је са 28.000 слабо обучених и лоше наоружаних војника напао снаге Југа под генералом Борегаром. Заобишавши лево крило југа, Макдауел га је напао и потиснуо на висове Хенри Хауз Хил и Болд Хил. Тамо је заустављен отпором снага генерала Томаса Џексона. На висове у међувремену стижу остале Борегарове снаге, а возовима су почели пристизати и војници генерала Џонстона (4.000 људи и 8 топова). Сецесионисти су прешли у противнапад и натерали унионисте на повлачење. Оно се на крају претворило у бекство. Губици: Унија 2.896, а Конфедерација 1.982 људи.